# Medaillenspiegel der Olympischen Sommerspiele 1908
Diese Tabelle zeigt den Medaillenspiegel der Olympischen Sommerspiele 1908 in London. Die Platzierungen sind nach der Anzahl der gewonnenen Goldmedaillen sortiert, gefolgt von der Anzahl der Silber- und Bronzemedaillen. Weisen zwei oder mehr Länder eine identische Medaillenbilanz auf, werden sie alphabetisch geordnet auf dem gleichen Rang geführt. Dies entspricht dem System, das vom Internationalen Olympischen Komitee (IOC) verwendet wird.
19 der 23 teilnehmenden Nationen gewannen in einem der 109 ausgetragenen Wettbewerbe mindestens eine Medaille. Von diesen gewannen 14 mindestens eine Goldmedaille.

## Medaillenspiegel
| Platz | Mannschaft               | Gold | Silber | Bronze | Gesamt |
| ----- | ------------------------ | ---- | ------ | ------ | ------ |
| 01    | Großbritannien (GBR)     | 56   | 51     | 39     | 146    |
| 02    | Vereinigte Staaten (USA) | 23   | 12     | 12     | 47     |
| 03    | Schweden (SWE)           | 8    | 6      | 11     | 25     |
| 04    | Frankreich (FRA)         | 5    | 5      | 9      | 19     |
| 05    | Deutsches Reich (GER)    | 3    | 5      | 5      | 13     |
| 06    | Ungarn (HUN)             | 3    | 4      | 2      | 9      |
| 07    | Kanada (CAN)             | 3    | 3      | 10     | 16     |
| 08    | Norwegen (NOR)           | 2    | 3      | 3      | 8      |
| 09    | Italien (ITA)            | 2    | 2      | —      | 4      |
| 10    | Belgien (BEL)            | 1    | 5      | 2      | 8      |
| 11    | Australasien (ANZ)       | 1    | 2      | 2      | 5      |
| 12    | Russisches Reich (RUS)   | 1    | 2      | —      | 3      |
| 13    | Finnland (FIN)           | 1    | 1      | 3      | 5      |
| 14    | Südafrika (RSA)          | 1    | 1      | —      | 2      |
| 15    | Griechenland (GRE)       | —    | 3      | 1      | 4      |
| 16    | Dänemark (DEN)           | —    | 2      | 3      | 5      |
| 17    | Böhmen (BOH)             | —    | —      | 2      | 2      |
| 0     | Niederlande (NED)        | —    | —      | 2      | 2      |
| 19    | Österreich (AUT)         | —    | —      | 1      | 1      |
|       | Gesamt                   | 110  | 107    | 107    | 324    |